# Ernst II av Sachsen-Coburg-Gotha
Ernst II August Karl Johannes Leopold Alexander Eduard, hertig av Sachsen-Coburg-Gotha, född 21 juni 1818 i Coburg, död 22 augusti 1893 i Reinhardsbrunn, var den andre suveräne hertigen av det tyska hertigdömet Sachsen-Coburg-Gotha.

## Biografi
Ernst II var äldste son till Ernst I av Sachsen-Coburg-Gotha och Louise av Sachsen-Gotha-Altenburg. Han var också äldre bror till prins Albert, make till drottning Viktoria.
Han gifte sig med Alexandrine av Baden i Karlsruhe den 3 maj 1842 men fick aldrig några (legitima) barn. Hon var dotter till storhertig Leopold av Baden och Sofia, dotter till Gustav IV Adolf. Alexandrine var dessutom faster till Victoria av Baden, som var gift med Gustaf V. Makarna gled tidigt isär och Ernst var ständigt otrogen.
År 1844 efterträdde Ernst sin far som hertig av Sachsen-Coburg-Gotha.
Han var musikalisk begåvad och understödde även vetenskap och konst. I forskningssyfte besökte han 1862 Egypten med en expedition. Under tyska enhetskriget anslöt han sig till Preussen. Ernst II:s memoarer Aus meinem Leben und aus meiner Zeit utkom i tre band 1887-1889.

## Tronföljd
Ernst dog utan några arvingar och efterträddes av sin brorson Alfred, hertig av Edinburgh, sin brors andre son. Albert Edward, prins av Wales, Ernsts äldsta brorson, avsade sig sina anspråk på hertigdömet.

## Förhållande till USA
Ernst II hade rykte om sig att vara en stor vän av Förenta Staterna, precis som sin bror Albert. Han var emellertid den ende europeiska regenten som utnämnde en konsul i Amerikas konfedererade stater.

## Intressen
Ernst var en amatörkompositör; hans opera Diana von Solange sattes upp och fick dåliga recensioner på Metropolitan Opera i New York 1890.